# التوبة في الإسلام

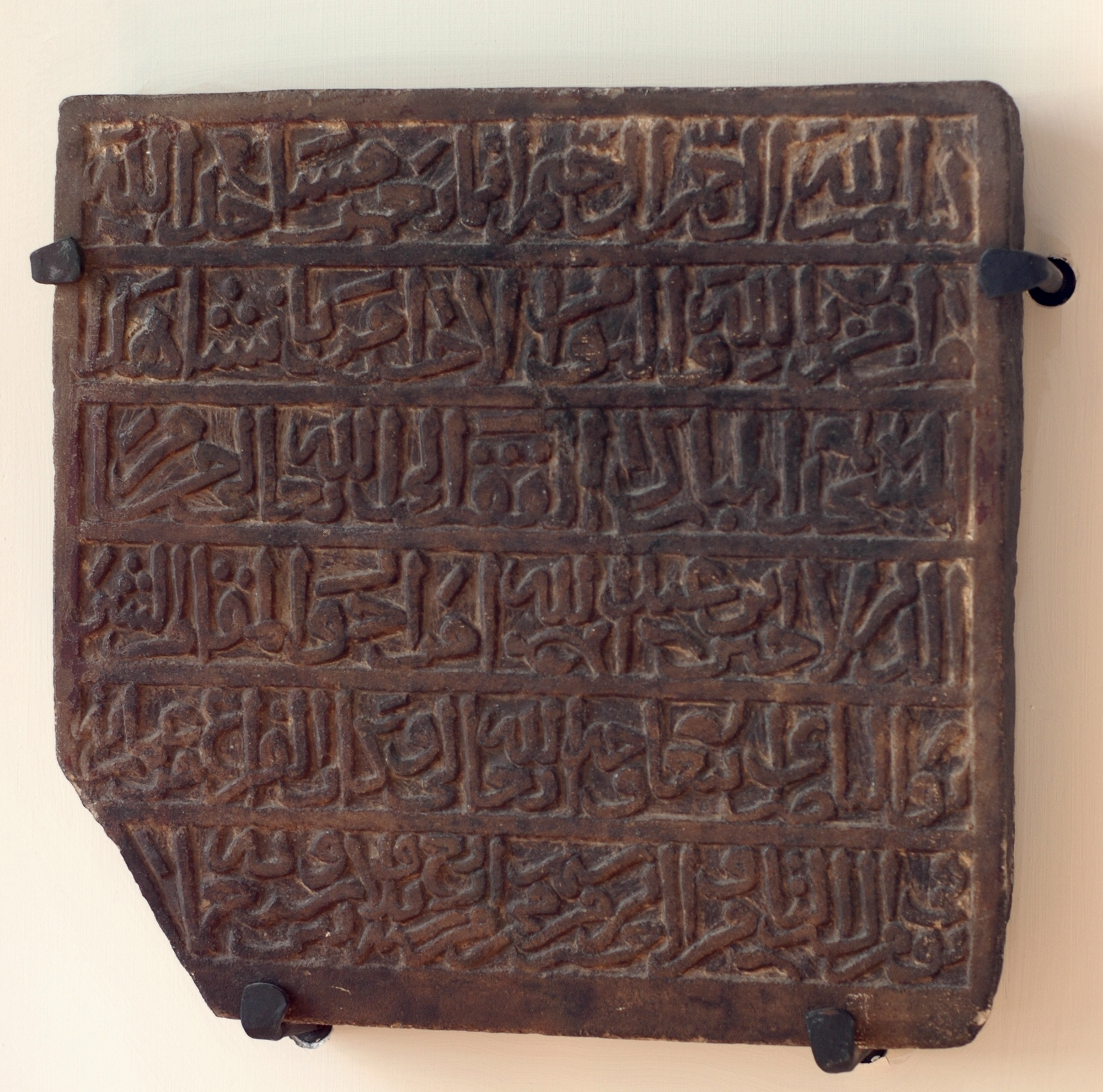
لوحة خشبية من عصر المماليك منقوش عليها كلمات من سورة التوبة: بداية الآية

التوبة هي: الرجوع إلى الله تعالى، وترك المعصية والندم على فعلها والعزم على عدم العودة إليها.
وهي واجبة على كل مسلم من جميع الذنوب، كبيرة كانت أو صغيرة.وشروطها أربعة: ترك الذنب ، والندم على فعله ، والعزم على ألا يعود إليه، وإن كان يتعلق بحقوق العباد يستسمحهم فيه،ومن العلماء من زاد شرطا خامسا وهو أن تكون قبل الغرغرة ( بداية خروج الروح) وقبل طلوع الشمس من مغربها.

## مشروعية التوبة
التوبة أمر واجب على كل مؤمن، في كل حال، ومن كل ذنب. والتائب يحبه الله، والتوبة من أسباب الفلاح في الدنيا، وأن الله يقبل التوبة من عباده ويتجاوز عن الذنوب مهما عظمت.

## التوبة من الذنوب
قال شيخ الإسلام ابن تيمية:
عقوبة الذنوب تزول عن العبد بعشرة أسباب:
الأول : التوبة، وهذا متفق عليه بين المسلمين. قال الله تعالى: (قل يا عبادي الذين أسرفوا على أنفسهم لا تقنطوا من رحمة الله إن الله يغفر الذنوب جميعًا إنه هو الغفور الرحيم).
السبب الثاني : الاستغفار، كما في الصحيحين عن النبي محمد أنه قال: (إذا أذنب عبدٌ ذنبًا فقال أي رب أذنبت ذنباً فاغفر لي، فقال: علم عبدي أن له رباً يغفر الذنب ويأخذ به، قد غفرت لعبدي..".
وعن النبي محمد أنه قال: (لو لم تذنبوا لذهب الله بكم ولجاء بقومٍ يذنبون ثم يستغفرون فيُغفَرُ لهم).
السبب الثالث : الحسنات الماحية، كما قال الله تعالى: (أقم الصلاة طرفي النهار وزُلَفَاً من الليل إن الحسنات يذهبن السيئات).
السبب الرابع : دعاءُ المؤمنين للمؤمن، مثل صلاتهم على جنازته، فعن عائشة وأنس بن مالك عن النبي محمد أنه قال: (ما من ميت يصلى عليه أمةٌ من المسلمين يبلغون مائة كلهم يشفعون إلا شُفِعُوا فيه).
السبب الخامس : ما يعمل للميت من أعمال البر، كالصدقةِ ونحوها، فإن هذا ينتفع به بنصوص السنة الصحيحة الصريحة واتفاق الأئمة، وكذلك العتق -أي: عتق رقبة- والحج.
السبب السادس : شفاعة النبي محمد وغيره في أهل الذنوب يوم القيامة كما قد تواترت عنه أحاديث الشفاعة.
السبب السابع : المصائب التي يُكَفِرُ الله بها الخطايا في الدنيا، كما في الصحيحين عن النبي محمد أنه قال: (ما يُصيب المؤمن من وصبٍ ولا نصب ولا همٍ ولا حزن ولا غم ولا أذى حتى الشوكة يشاكها، إلا كفر الله بها من خطاياه).
السبب الثامن : ما يحصل في القبر من الفتنة والضغطة والروعة -أي: التخويف-، فإن هذا مما يُكَفَرُ به الخطايا.
السبب التاسع : أهوال يوم القيامة وكربها وشدائدها.
السبب العاشر : رحمة الله وعفوه ومغفرته بلا سبب من العباد.

## التوبة في القرآن الكريم
قال الله تعالى في القرآن الكريم:
- ﴿قُلْ يَا عِبَادِيَ الَّذِينَ أَسْرَفُوا عَلَى أَنْفُسِهِمْ لَا تَقْنَطُوا مِنْ رَحْمَةِ اللَّهِ إِنَّ اللَّهَ يَغْفِرُ الذُّنُوبَ جَمِيعًا إِنَّهُ هُوَ الْغَفُورُ الرَّحِيمُ ۝٥٣﴾ [الزمر:53] [9]
- وقال تعالى: ﴿إِنَّ اللَّهَ يُحِبُّ التَّوَّابِينَ وَيُحِبُّ الْمُتَطَهِّرِينَ (222)﴾ (سورة البقرة)
- قال الله في القرآن الكريم: ﴿ فَسَبِّحْ بِحَمْدِ رَبِّكَ وَاسْتَغْفِرْهُ إِنَّهُ كَانَ تَوَّابًا (3)﴾ (سورة النصر)
- قال الله في القرآن الكريم: ﴿فَتَلَقَّى آَدَمُ مِنْ رَبِّهِ كَلِمَاتٍ فَتَابَ عَلَيْهِ إِنَّهُ هُوَ التَّوَّابُ الرَّحِيمُ (37)﴾ (سورة البقرة)
- قال الله في القرآن الكريم: ﴿ وَاللَّذَانِ يَأْتِيَانِهَا مِنْكُمْ فَآَذُوهُمَا فَإِنْ تَابَا وَأَصْلَحَا فَأَعْرِضُوا عَنْهُمَا إِنَّ اللَّهَ كَانَ تَوَّابًا رَحِيمًا (16) إِنَّمَا التَّوْبَةُ عَلَى اللَّهِ لِلَّذِينَ يَعْمَلُونَ السُّوءَ بِجَهَالَةٍ ثُمَّ يَتُوبُونَ مِنْ قَرِيبٍ فَأُولَئِكَ يَتُوبُ اللَّهُ عَلَيْهِمْ وَكَانَ اللَّهُ عَلِيمًا حَكِيمًا (17) وَلَيْسَتِ التَّوْبَةُ لِلَّذِينَ يَعْمَلُونَ السَّيِّئَاتِ حَتَّى إِذَا حَضَرَ أَحَدَهُمُ الْمَوْتُ قَالَ إِنِّي تُبْتُ الْآَنَ وَلَا الَّذِينَ يَمُوتُونَ وَهُمْ كُفَّارٌ أُولَئِكَ أَعْتَدْنَا لَهُمْ عَذَابًا أَلِيمًا (18)﴾ (سورة النساء)

## شروط التوبة
يشترط في التوبة 5 شروط هي:
- الإخلاص لله عز وجل.
- الإقلاع عن المعصية فورا، فان كانت في حق الله تركها، وإن كانت في حق المخلوق تحلل من صاحبها، ويكون ذلك بردها إليه أو بطلب المسامحة منه.
- الندم على فعل المعصية، حتى يحزن على فعلها ويتمنى لو لم يفعلها.
- العزم على أن لا يعود إلى تلك المعصية مستقبلا.
- التوبة قبل أن يصل المسلم إلى حالة الغرغرة قبل الموت.

## فضائل التوبة
للتوبة فضائل عظيمة، تعود على الإنسان بالخير في الدنيا والآخرة منها:
- محبة الله للتائب.
- تزكية النفس: أي طهارة النفس وتنقيتها من الآثام والخطايا، وعدم الوقوع في المعاصي، والندم على ما كان منها.
- سعة الرزق: وفي ذلك ذكر القران الكريم ما قاله النبي هود «وَيَا قَوْمِ اسْتَغْفِرُوا رَبَّكُمْ ثُمَّ تُوبُوا إِلَيْهِ يُرْسِلِ السَّمَاءَ عَلَيْكُم مِّدْرَارًا وَيَزِدْكُمْ قُوَّةً إِلَىٰ قُوَّتِكُمْ وَلَا تَتَوَلَّوْا مُجْرِمِينَ»[10]

- رفع البلاء عن الناس بالتوبة.
- التوبة تجلب الراحة النفسية للتائب وايضا الطمأنينة

## وقفة مع التائبين
إن الله يغفر الذنوب، ويقبل التائبين، ويقيل عثرات المذنبين، وقد قص لنا القرآن الكريم أحوال التائبين؛ كتوبة أصحاب الرسول محمد ﷺ، والذين تخلفوا عنه في غزوة العسرة، وصدقوا في توبتهم وندموا على تخلفهم حتى ضاقت عليهم أنفسهم، فقبل الله توبتهم.
فلا يقنط أحد من رحمة الله تعالى، مهما بلغت ذنوبه، فرحمة الله وسعت كل شئ، وهو الذي يغفر ويقبل توبة من تاب.

## آراء العلماء
قال الشيخ عبد الرزاق البدر: قال ابن القيم في بدائع الفوائد والجواب الكافي لمن سأل عن الدواء الشافي : "الذنوب تزيل النعم ولا بد, فما أذنب عبد ذنباً إلا زالت عنه نعمة من الله بحسب ذلك الذنب, فإن تاب وراجع رجعت إليه أو مثلها, وإن أصر لم ترجع إليه, ولا تزال الذنوب تزيل عنه نعمةً نعمةً حتى يُسلب النعم كلها, قال الله تعالى: إِنَّ اللَّهَ لَا يُغَيِّرُ مَا بِقَوْمٍ حَتَّىٰ يُغَيِّرُوا مَا بِأَنفُسِهِمْ ۗ [الرعد:11] . وبالجملة فإن المعاصي نار النعم تأكلها, كما تأكل النارُ الحطب".

## وصلات خارجية
- التوبة إلى الله